# Draupadi

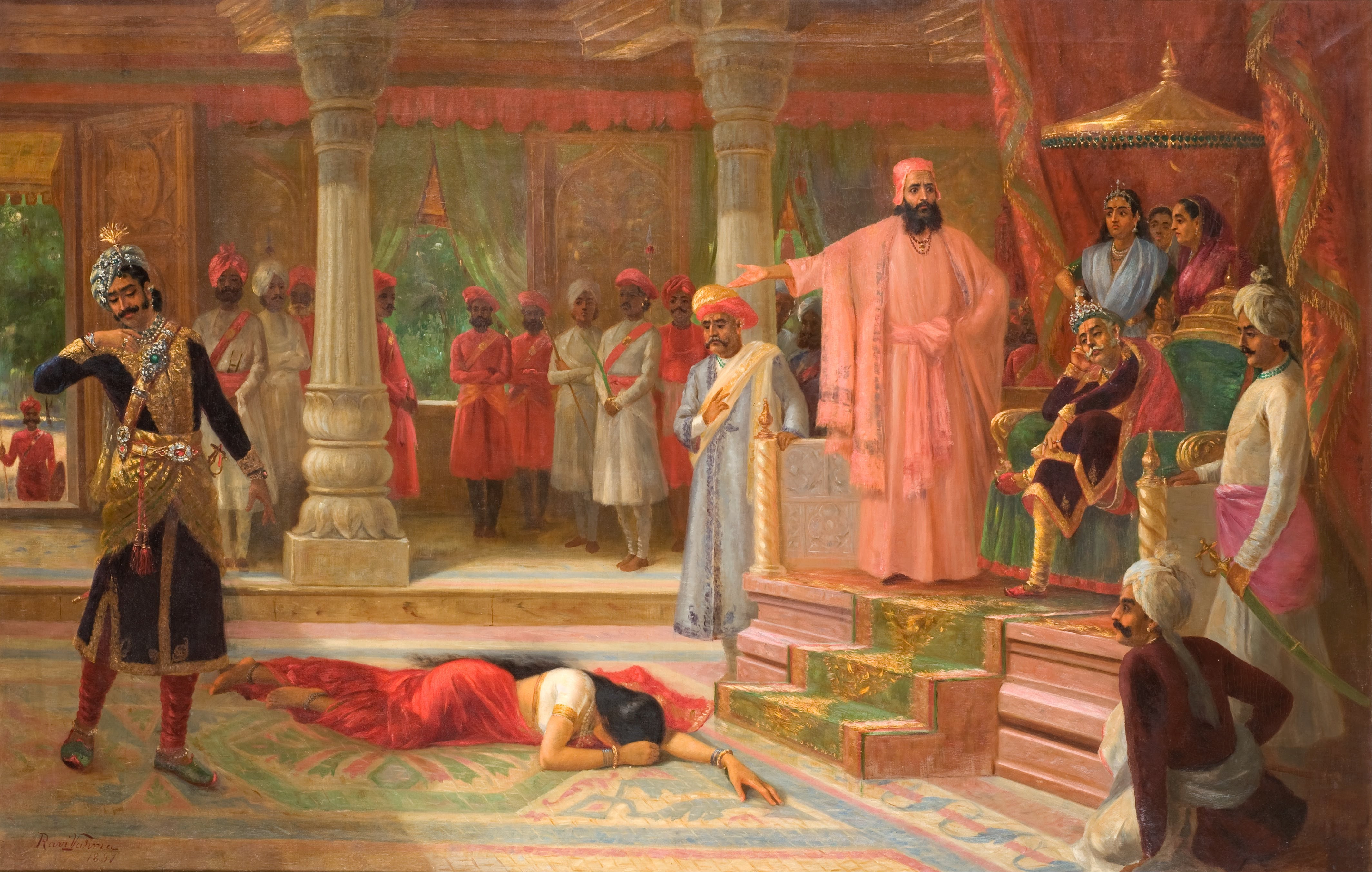
Poniżenie Draupadi

Draupadi – w Mahabharacie żona pięciu braci Pandawów. Była wierną wyznawczynią Kryszny. 
Draupadi została stworzona z ognia ofiarnego. Zmarła, przewracając się podczas wspinaczki po stromym górskim zboczu, na początku Kalijugi. Była to najbardziej cnotliwa córka Maharadży Draupady i częściowo inkarnacja bogini Śaci, żony Indry.
Maharadża Draupada spełnił wielką ofiarę pod nadzorem mędrca Jadźi. Dzięki pierwszej jego ofierze urodził się Dhrisztadjumna, a dzięki drugiej ofierze urodziła się Draupadi. Dzięki błogosławieństwu Śankary została ona nagrodzona pięcioma mężami, dlatego jest nazywana Panczali - Pięciu Pandawów poślubiło ją jako wspólną żonę - każdy z nich spłodził jej syna. Maharadża Judhiszthira spłodził syna o imieniu Pratibhit, Bhimasena spłodził syna o imieniu Sutasoma, a Ardźuna spłodził Śrutakirti, Nakula spłodził Śatanikę, a Sahadewa – Śrutakarmę. Draupadi jest opisywana jako najpiękniejsza kobieta, dorównująca pięknem swojej teściowej, Kunti.